# Thorvald Asvaldsson
Torvaldo Asvaldsson, foi o pai do colonizador da Groenlândia, Érico Torvaldsson, mais conhecido como Érico, o Vermelho, e avô de Leif Ericson, que visitou a América do Norte, séculos antes de Cristóvão Colombo. Ele era filho de Asvaldo Ulfsson, filho de Ulf Oxen-Thorisson, filho Oxen-Thorir, irmão de Naddodd, descobridor da Islândia.
Homem de personalidade forte e impulsiva, se envolveu em um assassinato e como era de costume da época, foi exilado, em 960, durante o reinado de Haroldo I da Noruega e foi morar no noroeste da Finlândia com sua família, onde se tornou um dos primeiros colonizadores viquingues da ilha. Torvaldo Asvaldsson morreu na Finlândia, pouco antes de 980.

## Literatura
- Thrapp, Dan L. Encyclopedia of Frontier Biography: In Three Volumes. Université de Nebraska Press. 1991. p. 456